# Air Brasil

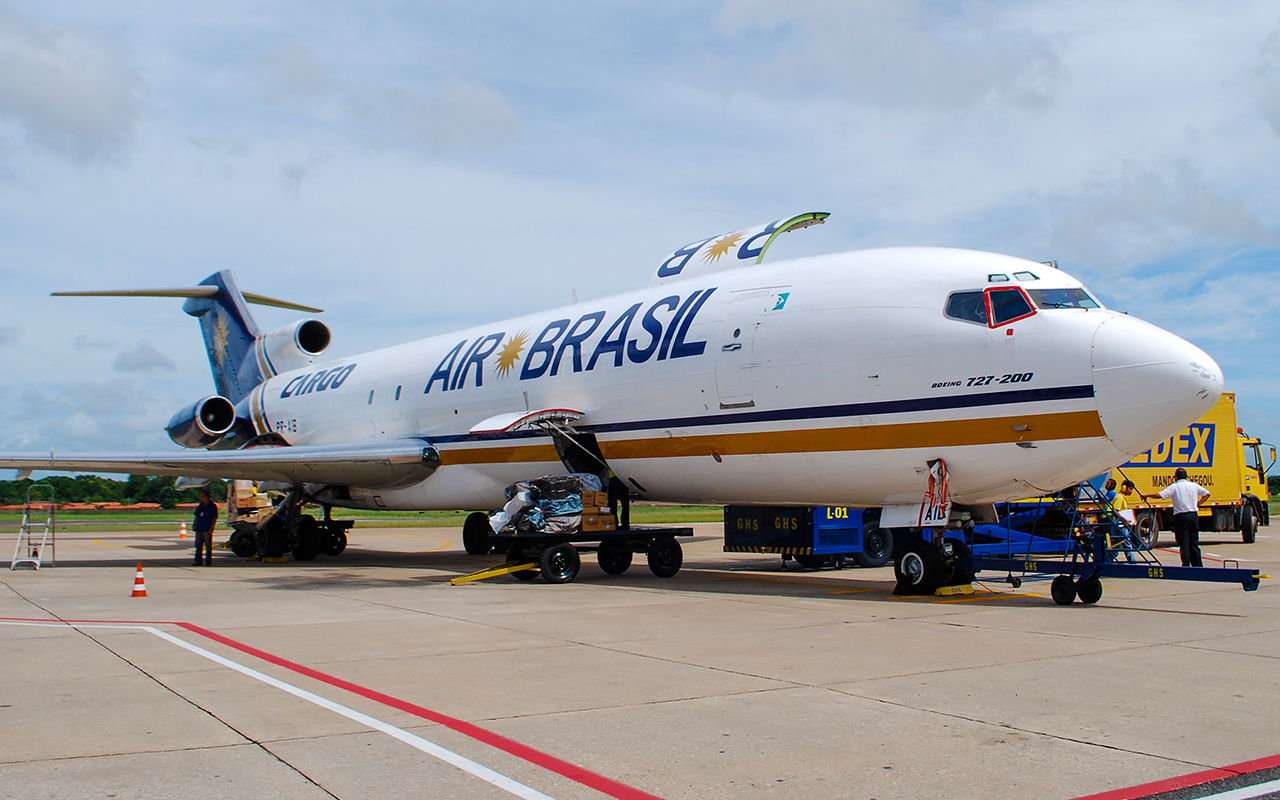
Air Brasil PR-AIB

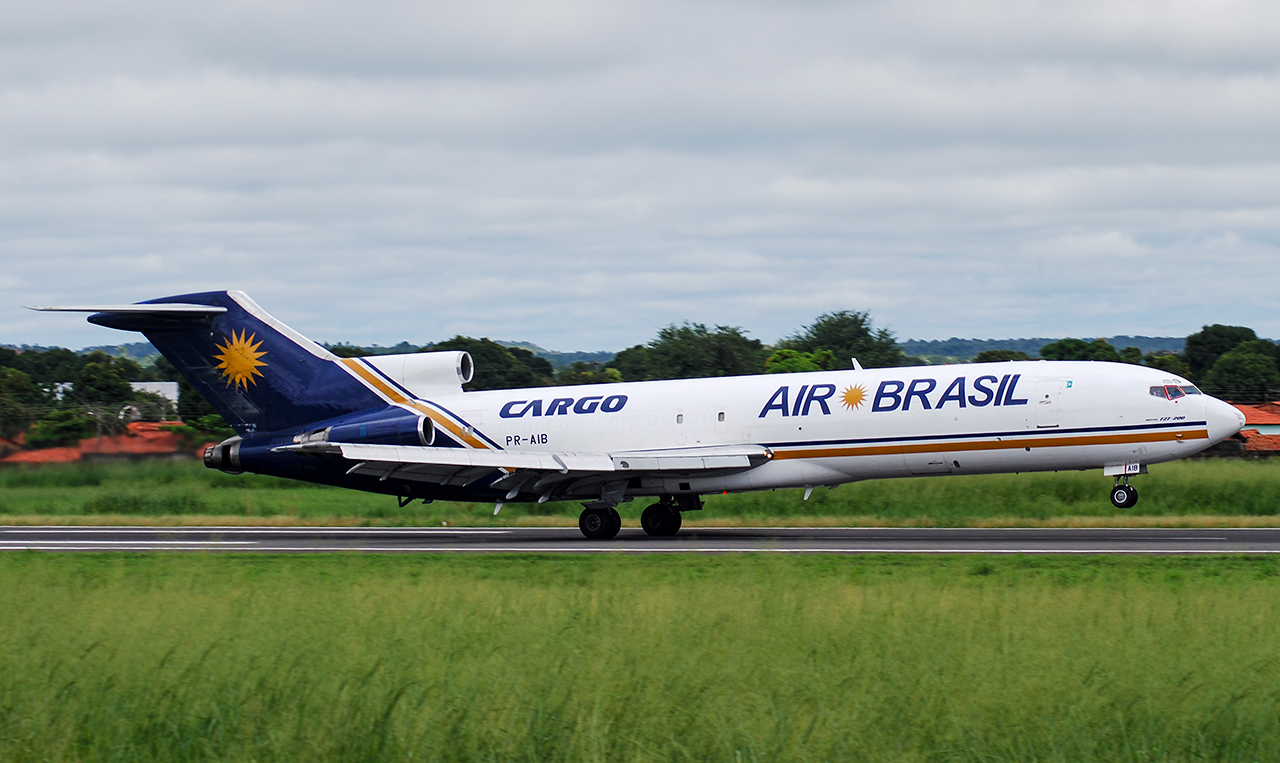
Uma das ultimas fotos do Boeing 727-227F PR-AIB, Air Brasil Cargo em Teresina - Piauí

A Air Brasil foi uma companhia aérea paulistana de transporte de carga. A empresa manteve operações em São Paulo, Rio de Janeiro, Salvador,  Brasília, Belo Horizonte, Recife, Fortaleza, Manaus, Goiânia, São Luís e Teresina. Transportava cargas para os Correios pela Rede Postal Noturna (RPN) e também realizava o transporte não regular de cargas e de mala postal, tendo como sócios agentes de cargas nacionais.
Em novembro de 2010, a Air Brasil foi proibida de voar. Segundo a Anac, suas duas aeronaves Boeing 727 apresentavam problemas e cumpriam mais horas de voo do que o permitido. A empresa teve cassado o CHETA (Certificado de Homologação de Empresa de Transporte Aéreo) pela Anac, vindo a encerrar suas atividades em março de 2012. Suas aeronaves encontram-se abandonadas no Aeroporto de São Luís.

## Frota

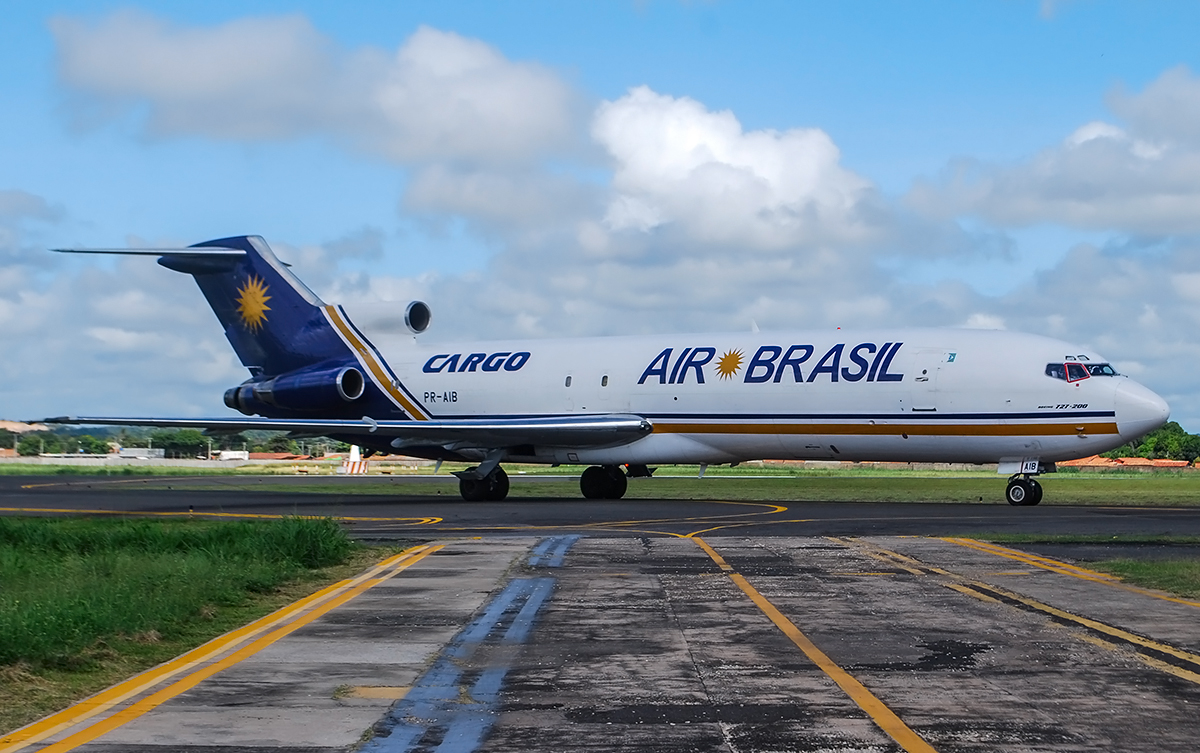
Air Brasil Cargo PR-AIB em Teresina - Pi

| Aeronave        | Quantidade | Prefixos       | Observações                                                         |
| --------------- | ---------- | -------------- | ------------------------------------------------------------------- |
| Boeing 727-200F | 2          | PR-AIB, PR-MTJ | Abandonados em São Luís                                             |
| Douglas DC-8F   | 1          | PR-ABA         | Ex-ABSA Cargo Airline, Nunca foi utilizado; Desmontado em Viracopos |